# クィントゥス・カルプルニウス・ピソ
クィントゥス・カルプルニウス・ピソ（ラテン語: Quintus Calpurnius Piso、生没年不詳）は、紀元前2世紀中頃の共和政ローマの政治家・軍人。紀元前135年に執政官（コンスル）を務めた。

## 出自
ピソはプレブス（平民）であるカルプルニウス氏族の出身である。最も古い氏族のひとつであり、第2代ローマ王ヌマ・ポンピリウスの息子カルプス (Calpus) を始祖としているとされる（ヌマの子孫と称する氏族は他にピナリウス氏族、ポンポニウス氏族、アエミリウス氏族がある）。氏族で最初に執政官となったのは、ガイウス・カルプルニウス・ピソで紀元前180年のことであった。カピトリヌスのファスティによると、ピソの父も祖父もプラエノーメン（第一名、個人名）はガイウスである。ピソ家でガイウスのプラエノーメンを持つのは紀元前180年の執政官がいるが、ドイツの歴史学者でカルプルニウス氏族の研究者であるW. ドルマンは、クィントゥスが紀元前180年の執政官の子孫かは疑問としている。

## 経歴
オリンピアで発見されたギリシア語の碑文に、プラエトル（法務官）であったピソがスパルタとメッセニアの境界問題を解決したことが記されている。これが何時のことかは不明だが、当時のウィッリウス法の規定から紀元前138年以前と思われる。
紀元前135年、ピソは同じくプレブスのセルウィウス・フルウィウス・フラックスと共に執政官に就任した。執政官の管轄地域は、くじ引きではなく元老院特別令で決定されたと思われる。ピソにはヒスパニア・キテリオルが割り当てられたが、そこではケルティベリア人と都市ヌマンティアとの戦争が続いており、状況はローマにとって有利ではなかった。ただ、現存する古代の資料にはピソの活動はほとんど書かれていない。アッピアノスによれば、ピソはヌマンティアを直接攻撃することはせず、パランティア（ウァカエイ族の都市）に侵攻して「小規模な破壊」を行い、その後カルペタニアで冬営に入り、後任のプブリウス･コルネリウス・スキピオ・アエミリアヌス・アフリカヌスを待った。ユリウス・オブセクエンスは、スキピオが赴任する前の状況を説明して、「ヌマンティアの状況は悪く、ローマ軍は敗北している」と書いている。このことから、ピソはヌマンティアを攻撃して敗北し、名誉挽回のためにより弱いヒスパニアの部族を攻撃したのではないかと示唆される。この場合、アッピアノスはピソとヌマンティアの戦いについての情報を、資料から見つけることができなかったことになる。

## 参考資料

### 古代の資料
- カピトリヌスのファスティ
- アッピアノス『ローマ史』
- プルタルコス『対比列伝』

### 研究書
- Drumann W. Calpurnia // Drumann W. Geschichte Roms in seinem Übergange von der republikanischen zur monarchischen Verfassung oder Pompeius, Caesar, Cicero und ihre Zeitgenossen. Hildesheim, 1964, S. 48.
- Simon G. The Wars of Rome in Spain. - M .: Humanitarian Academy, 2008 .-- 288 p. - ISBN 978-5-93762-023-1 .
- Broughton R. Magistrates of the Roman Republic. - New York, 1951. - Vol. I. - P. 600.
- Münzer F. Fulvius // RE. - 1910. - Bd. VII, 1.